# VV Alkmaar in het seizoen 2019/20
Het seizoen 2019/2020 was het derde jaar in het bestaan van de Alkmaarse vrouwenvoetbalclub VV Alkmaar. De club kwam uit in de Eredivisie, deze werd door de coronacrisis echter niet uitgespeeld. Door deze maatregel is de club op de zesde plaats geëindigd. Naast de deelname aan de Eredivisie zou er ook worden deelgenomen aan het toernooi om de KNVB beker. Ook het bekertoernooi werd niet afgemaakt. De eerste editie van de Eredivisie Cup werd wel uitgespeeld, de club eindigde op de 7e plaats.

## Wedstrijdstatistieken

### Eredivisie
|       | ADO Den Haag | Ajax  | Excelsior/Barendrecht | sc Heerenveen | PEC Zwolle | PSV   | FC Twente |
| ----- | ------------ | ----- | --------------------- | ------------- | ---------- | ----- | --------- |
| Thuis | 1 – 1        | 1 – 2 | 4 – 0                 | 3 – 2         | 2 – 2      | –     | 0 – 2     |
| Uit   | –            | 4 – 0 | 3 – 3                 | 3 – 1         | 2 – 1      | 5 – 0 | 3 – 3     |

### KNVB beker
| Achtste finale                         | DTS Ede                              | 2 – 3 (0 – 1) | VV Alkmaar                                           |
| Plaats: Ede Sportpark Inschoten        | Carolien Filippo 75' Sofie Houba 90' |               | 30' Louise Bos 70' Silvie van der Plas 85' Anna Knol |
| Kwartfinale                            | VV Alkmaar                           | – ( – )       | PSV                                                  |
| Plaats: Alkmaar Sportpark Robonsbosweg |                                      |               |                                                      |

### Eredivisie Cup
| Eerste ronde                              | 'VV Alkmaar                                                 | 1 – 1 (1 – 1) | ADO Den Haag                               |
| Plaats: Alkmaar Sportpark Robonsbosweg    | Chimera Ripa 23'                                            |               | 34' Nadine Noordam                         |
| Eerste ronde                              | 'ADO Den Haag                                               | 3 – 1 (3 – 0) | VV Alkmaar                                 |
| Plaats: Den Haag Cars Jeans Stadion       | Maartje Looijen 3' Nadine Noordam 11' Marisa Olislagers 32' |               | 57' Chanté Dompig                          |
| Tweede ronde                              | 'VV Alkmaar                                                 | 2 – 3 (0 – 3) | sc Heerenveen                              |
| Plaats: Alkmaar Sportpark Robonsbosweg    | Rachel van Netten 72' Chimera Ripa 86'                      |               | 7', 42' Celien Guns 24' Williënne ter Beek |
| Tweede ronde                              | 'sc Heerenveen                                              | 2 – 0 (0 – 0) | VV Alkmaar                                 |
| Plaats: Heerenveen Sportpark Skoatterwâld | Celien Guns 53' Quinty Sabajo 68'                           |               |                                            |
| Derde ronde                               | 'VV Alkmaar                                                 | 0 – 2 (0 – 1) | sc Heerenveen                              |
| Plaats: Alkmaar Sportpark Robonsbosweg    |                                                             |               | 25' Zoï van de Ven 66' Tiny Hoekstra       |
| Derde ronde                               | 'sc Heerenveen                                              | 3 – 1 (3 – 1) | VV Alkmaar                                 |
| Plaats: Heerenveen Sportpark Skoatterwâld | Zoï van de Ven 25', 35' Noah Waterham 40'                   |               | 30' Sanne Koopman                          |

## Statistieken VV Alkmaar 2019/2020

### Eindstand VV Alkmaar in de Nederlandse Eredivisie Vrouwen 2019 / 2020
| Stand | Gespeeld | Gewonnen | Gelijk | Verloren | Punten | Doelpunten voor | Doelpunten tegen | Gele kaarten | Rode kaarten |
| ----- | -------- | -------- | ------ | -------- | ------ | --------------- | ---------------- | ------------ | ------------ |
| 6e    | 12       | 2        | 4      | 6        | 10     | 19              | 29               | 10           | 1            |

### Topscorers
| #      | Naam                | Goal |
| ------ | ------------------- | ---- |
| 1.     | Chanté Dompig       | 4    |
| 1.     | Anna Ursum          | 4    |
| 3.     | Louise Bos          | 3    |
| 3.     | Kim van Velzen      | 3    |
| 5.     | Anna Knol           | 2    |
| 6.     | Samya Hassini       | 1    |
| 6.     | Sanne Koopman       | 1    |
| 6.     | Silvie van der Plas | 1    |
| Totaal | Totaal              | 19   |

| #      | Naam                | Goal |
| ------ | ------------------- | ---- |
| 1.     | Louise Bos          | 1    |
| 1.     | Anna Knol           | 1    |
| 1.     | Silvie van der Plas | 1    |
| Totaal | Totaal              | 3    |

| #      | Naam              | Goal |
| ------ | ----------------- | ---- |
| 1.     | Chimera Ripa      | 2    |
| 2.     | Chanté Dompig     | 1    |
| 2.     | Sanne Koopman     | 1    |
| 2.     | Rachel van Netten | 1    |
| Totaal | Totaal            | 5    |

### Kaarten
| #      | Naam               | Kreeg geel |
| ------ | ------------------ | ---------- |
| 1.     | Sanne Koopman      | 2          |
| 1.     | Niekie Pellens     | 2          |
| 2.     | Chantal Schouwstra | 1          |
| 2.     | Anne-Fleur Duppen  | 1          |
| 2.     | Chanté Dompig      | 1          |
| 2.     | Aukje van Seijst   | 1          |
| 2.     | Anna Ursum         | 1          |
| 2.     | Kim van Velzen     | 1          |
| Totaal | Totaal             | 10         |

| #      | Naam               | Kreeg voor de tweede keer geel en dus rood |
| ------ | ------------------ | ------------------------------------------ |
| 1.     | Chantal Schouwstra | 1                                          |
| Totaal | Totaal             | 1                                          |

| #      | Naam           | Weggestuurd |
| ------ | -------------- | ----------- |
| –      | Geen speelster | –           |
| Totaal | Totaal         | 0           |

## Voetnoten
ADO Den Haag · 
Ajax · 
VV Alkmaar · 
Excelsior/Barendrecht · 
sc Heerenveen · 
PEC Zwolle · 
PSV · 
FC Twente